# Кузнечная улица (Екатеринбург)
Кузне́чная улица (бывшая Кузне́цкая, Ку́зничная улица) расположена между улицей Шевченко и проспектом Ленина в Центральном жилом районе Екатеринбурга (Кировский административный район). Протяженность сохранившихся участков улицы с севера на юг  составляет 823 м.

## История и достопримечательности
В дореволюционном Екатеринбурге Кузнецкая улица проходила насквозь от Северной улицы (ныне улица Челюскинцев) до берега реки Исети вблизи Расторгуевской улицы через Берёзовскую и Малаховскую площади, западный склон Плешивой горки, Ночлежную и Расторгуевскую площади. На улице располагались два крупных водоразборных колодца: Малаховский ключ и ключ на склоне Плешивой горки. Формирование улицы началось во второй половине XIX века, отдельные постройки известны с 1830-х годов. На сохранившуюся часть улицы выходят западные постройки ЖК "Бажовский" , восточные фасады жилых зданий Городка чекистов, территория спортивного комплекса Уральского военного округа, а также дома по адресам Проспект Ленина 50 А и Б с одной стороны и 52, 52 А и 52 А кор1 с другой стороны. В 1959-м году южная часть улицы переименована в улицу Сони Морозовой.